# Finos Film
Finos Film è stata una casa cinematografica greca.

## Storia
Fondata da Filopimin Finos nel 1942, Finos Film è stata una delle più grandi casa cinematografica in Grecia fino al 1977, anno della morte di Finos.  Nel 1943, il suo primo film fu il melodramma I foni tis kardias (La voce del cuore) diretto da Dimitris Ioannopoulos. Negli anni '40, la Finos Film produsse una decina di film, una trentina nel decennio successivo, tre film all'anno e un centinaio negli anni '60, con un picco nel 1969 con 14 film prodotti.

## Filmografia parziale
- Zorba il greco, regia di Mihalis Kakogiannis (1964)
- Ifigenia, regia di Michael Cacoyannis (1977)